# Pyramidella dolabrata
Pyramidella dolabrata är en snäckart som först beskrevs av Carl von Linné 1758.  Pyramidella dolabrata ingår i släktet Pyramidella och familjen Pyramidellidae. Inga underarter finns listade i Catalogue of Life.

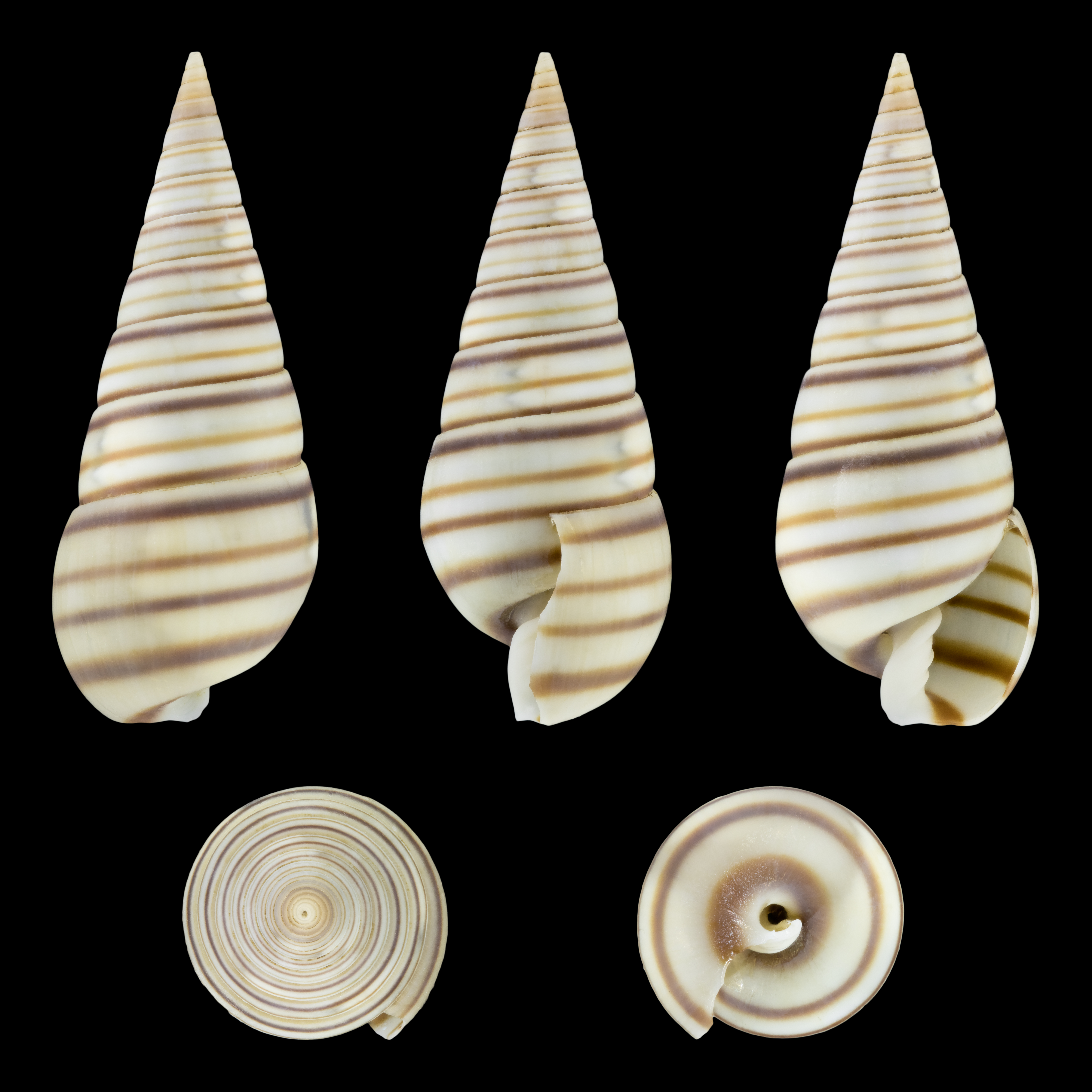
Pyramidella dolabrata var. terebellum